# Курдиманш
Курдиманш (фр. Courdimanche) је насељено место у Француској у региону Париски регион, у департману Долина Оазе.
По подацима из 2011. године у општини је живело 6533 становника, а густина насељености је износила 1179,24 становника/km².

## Демографија
| 1962. | 1968. | 1975. | 1982. | 1990. | 2011. |
| ----- | ----- | ----- | ----- | ----- | ----- |
| 560   | 663   | 725   | 775   | 1.537 | 6.533 |